# 朱花伽寧
朱花 伽寧（はねず かや、1964年7月7日 - ）は、日本の女優。本名、中野 明子。旧芸名、来栖 明子（くるす あきこ）、天祭 揚子（あままつり　あきこ）。
静岡県出身。アクターズハウス佐野屋本店所属。

## 来歴・人物
NHKアクターズゼミナール、サクラアクティングスタジオを経る。1986年、コダックのCMオーディションに合格。その長身を生かし、スーパー戦隊シリーズで1988年『超獣戦隊ライブマン』、1993年『五星戦隊ダイレンジャー』の二作品で悪の女性幹部役を演じた。現在は舞台を中心に活動。
2017年11月26日本人のFacebookより、長年芸名として使用した天祭揚子から朱花伽寧（はねず　かや)に改名したと発表した。
趣味は、絵画、音楽鑑賞。特技は、合気道。

## 出演

### テレビドラマ
- ドラマ人間模様 / シャツの店（1986年、NHK）
- 今朝の秋（1987年、NHK）
- スーパー戦隊シリーズ（ANB）
  - 超獣戦隊ライブマン（1988年 - 1989年） - ドクターマゼンダ / 仙田ルイ、レイ[4]
  - 五星戦隊ダイレンジャー（1993年 - 1994年） - ガラ
  - 超力戦隊オーレンジャー（1995年） - ケリス
- 連続テレビ小説 / 凛々と（1990年、NHK） - 留女
- 刑事貴族シリーズ（NTV） - 麻生ナオミ
  - 刑事貴族2 第1話「ファジーでハードでホットな奴ら」（1991年）
  - 刑事貴族3 第26話「ファイナル・バトル」（1992年）
- 火曜ミステリー劇場 / カラオケ教室殺人事件 日本海おんなが消えた歌の旅（1991年、ANB)
- 特救指令ソルブレイン 第38話「死をささやく悪霊」（1991年、ANB) - リガの女の亡霊 / 郡司亜子

### 映画
- フリーター（1987年、東宝東和）
- スーパー戦隊シリーズ
  - 五星戦隊ダイレンジャー（1993年、東映） - ガラ中佐
  - 特捜戦隊デカレンジャー THE MOVIE フルブラスト・アクション（2004年、東映） -アルゴル星人ジーン
- 眠れる美女（1995年、ユーロスペース）

### オリジナルビデオ
- 爆走トラッカー軍団5 激闘! 香港マフィアVS女トラッカー（1994年、ケイエスエス） - 上原絵里
- LAST BRONX 東京番外地（1997年、東映ビデオ）

### 舞台
- うまくいった策略（1995年、咲良舎） - 侯爵夫人
- 愛と偶然の戯れ（1996年、櫻花舍）
- 歩く（1997年、シアターX）
- めんどうな遺産相続（1999年、咲良舎） - オルタンス
- 王女イヴォナ（シアターX）
- 夏の夜の夢
- 東京ノーヴイ・レパートリーシアター公演
  - かもめ（2007年）
  - どん底で（2010年） - ワシリーサ
  - 天才作家の7つの贈り物（2009）
  - ハムレット（2011年）
  - コーカサスの白墨の輪（2012年）
  - Idiot～ドストエフスキー白痴より～（2015年） - ナスターシャ
  - 銀河鉄道の夜（2016年） - 母
  - アンティゴネー（2017年）

### CM
- コダック

### ゲーム
- クーロンズゲート - 仙師